# Pietro Mocenigo
Pietro Mocenigo, död 1476, var en venetiansk doge. Han var regerande doge av Venedig 1474–1476.